# Sclerocactus spinosior
Sclerocactus spinosior là một loài thực vật có hoa trong họ Cactaceae. Loài này được (Engelm.) D. Woodruff & L.D. Benson miêu tả khoa học đầu tiên năm 1976.

## Hình ảnh

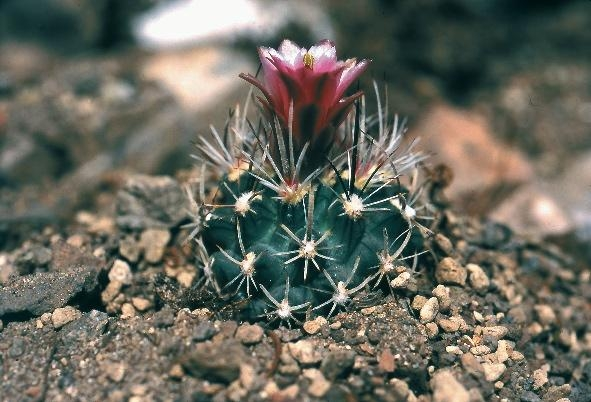
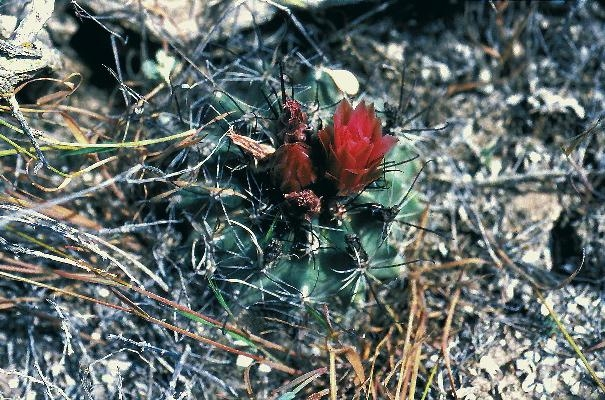
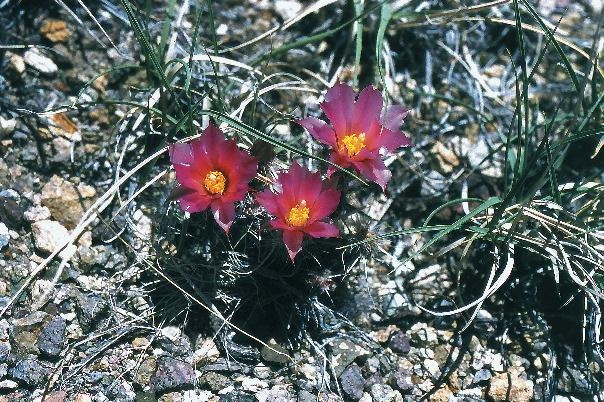
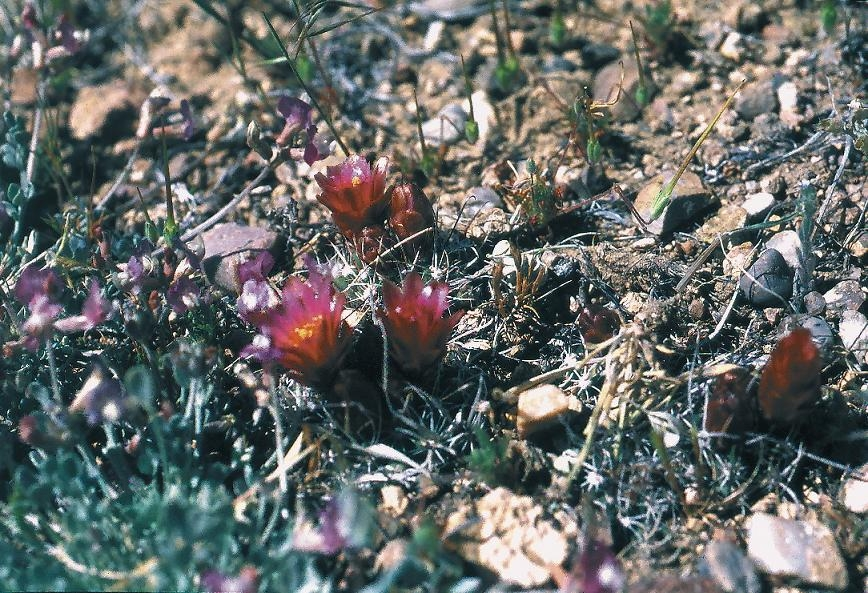